# Lithobius sibiricus
Lithobius sibiricus är en mångfotingart som beskrevs av Gerstfeldt 1858. Lithobius sibiricus ingår i släktet Lithobius och familjen stenkrypare. Inga underarter finns listade i Catalogue of Life.